# Nepetalacton
Nepetalacton ist eine chemische Verbindung und ein Naturstoff aus der Gruppe der  Iridoiden.

## Vorkommen und Wirkung
Nepetalacton wurde im Hinterbeinsekret von weiblichen Blattläusen der Art Megoura viciae nachgewiesen und dient hier als Pheromon. Es kommt auch in der Katzenminze (Nepeta cataria) vor und ist verantwortlich dafür, dass Katzen vom Geruch dieser Pflanze angelockt werden. Die natürliche Funktion des Nepetalactons in der Pflanze dürfte die eines Repellents gegen Insektenfraß sein, was zumindest in Versuchen mit der Reinsubstanz gezeigt werden konnte. Bei der Maus wirkte Nepetalacton als Opioid auf bestimmte Rezeptor-Subtypen.

## Analytik
Die zuverlässige qualitative und quantitative Bestimmung von Nepetalacton gelingt nach angemessener Probenvorbereitung durch Einsatz der Gaschromatographie mit Massenspektrometrie-Kopplung. Auch der Einsatz der HPLC in Kopplung mit der Massenspektrometrie kann zur zuverlässigen Bestimmung verwendet werden.

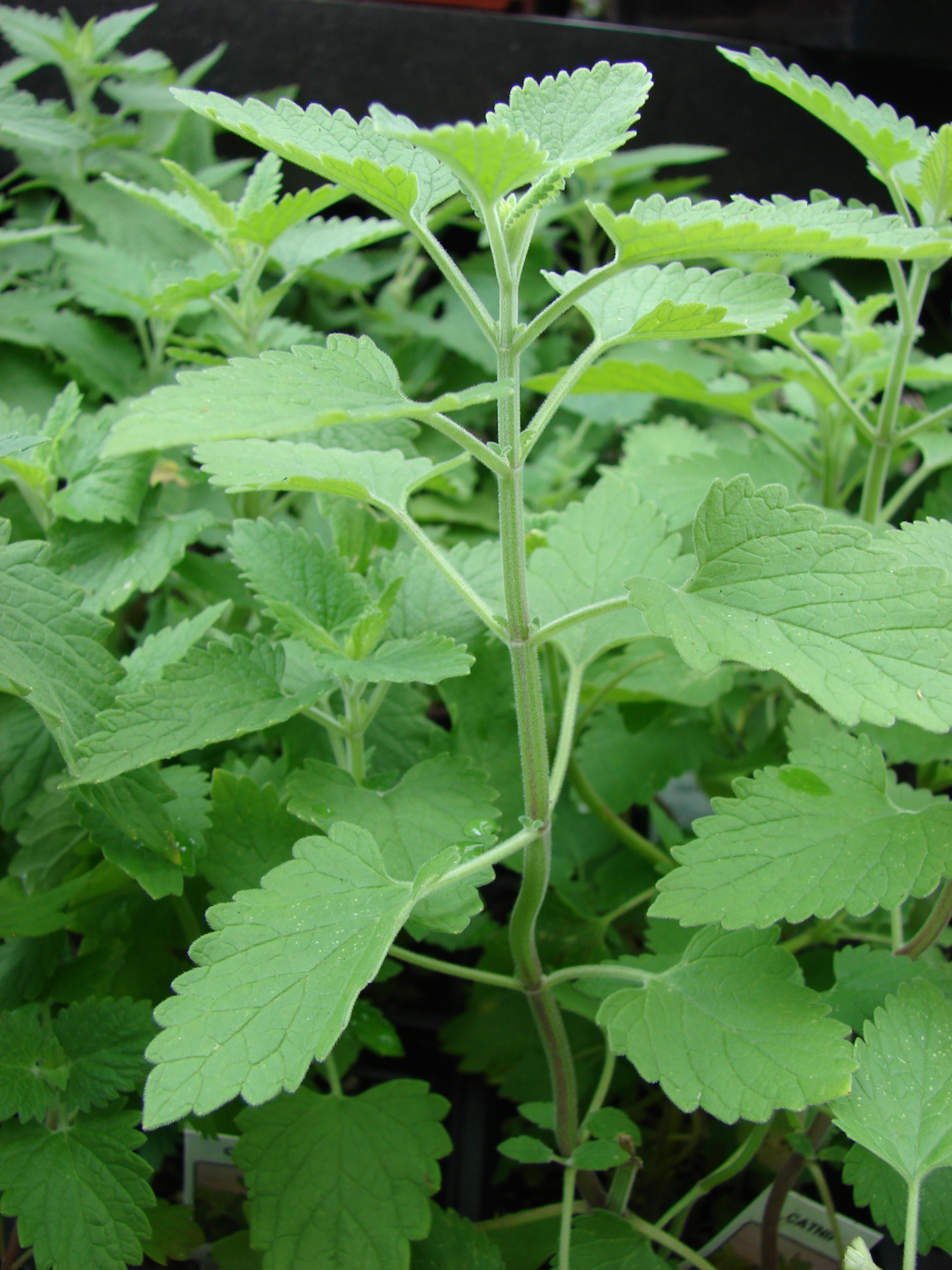
Echte Katzenminze (Nepeta cataria)

## Biosynthese
Als Iridoid folgt die Biosynthese nach der Iridoidsynthese. Nepetalacton wird in der Katzenminze aus Geranylpyrophosphat (GPP) synthetisiert. Durch die Geraniol-Synthase wird GPP zu einem Geraniol. Hierbei wird aus dem Diphosphat-Rest ein Hydroxy-Rest.  Im weiteren Verlauf entsteht ein Diol, durch das Enzym Geraniol-8-hydroxylase. Das  entstandene Diol Geraniol wird weiter oxidiert zu einem Dialdehyd mit dem Enzym Oxidoreduktase. Das entstandene Produkt wird als 8-Oxogeranial bezeichnet.
In der Irioid-Synthase, reagiert NADP am C3 Atom des 8-Oxogeranial. Die Doppelbindung zwischen C2 und C3 bewegt sich zu C1 und C2, und der doppelt gebundene Sauerstoff ist nur noch einfach gebunden. Es entsteht der Zwischenzustand 8-Oxocitronellylenol oder -enolat.
Nach diesem Schritt sind alle weiteren Reaktionen noch nicht vollständig bekannt. Es werden verschiedene  Theorien entwickelt. Teil einer Theorie ist die Abhängigkeit der Reaktion vom pH-Wert. So lässt sich beobachten, dass bei geringem pH-Wert das vollständig cyclisiertes Produkt Nepetalalctol entsteht.
Die wahrscheinlichste Erklärung für diese Reaktion ist dabei, dass die Doppelbindung an C1 an C6 angreift und dessen Doppelbindung nach C7 verschiebt. Im zweiten Schritt der Cyclisierung wird der dadurch doppelt gebundene Sauerstoff an C1 wieder einfach gebunden und der jetzt einfach gebundene C8-Sauerstoff greift an C1 an, was den zweiten Kreis schließt und die Cyclisierung abschließt.
Im umgekehrten Fall eines hohen pH-Werts, kann man eine geringe Entstehung des Produkts Nepetalacton vermuten. Hierbei wird angenommen, dass durch ein saures Milieu Cyclisierungsreaktionen gehemmt werden. Jedoch steigt bei einem hohen pH-Wert die Konzentration des nicht cyclisierten Produkts (S)-8-Oxocitronellal an. Vermutlich reagieren die Protonen im Milieu mit den Doppelbindungen eines Zwischenzustands, was eine Cyclisierung hemmt.
Die Hydroxygruppe des entstandenen Nepetalactols wird jetzt durch eine weitere Oxido-Reductase oxidiert. Somit entsteht der intramolekulare Ester, der die grundlegende Lactonstruktur ausmacht, und somit auch das Nepetalacton.
Dieser Vorgang hat nichts mit der Lactonisierung zu tun, doch das Endprodukt gehört doch der Stoffklasse der Lactone an. Alternativ wird der Cyclisierungs-Schritt mit einer Diels-Alder-Reaktion erklärt.
Bei der Biosynthese können unterschiedlichste Isomere auftreten. Es ist noch nicht eindeutig, wie die Isomere entstehen.

## Derivate

Nepetalactol

Dem in der Katzenminze vorkommenden Nepetalacton verwandt ist Nepetalactol (Summenformel C10H16O2), ein weiteres Iridoid, das im Silberwein (Actinidia polygama) vorkommt.